# 漢晋春秋
『漢晋春秋』（かんしんしゅんじゅう）は、東晋の習鑿歯によって編纂された歴史書。47巻説（『晋書』習鑿歯伝・『隋書』経籍志）と54巻説（『旧唐書』経籍志・『新唐書』芸文志）があるが、現在は散逸している。ただ、裴松之が『三国志』の注釈を行う際に『漢晋春秋』から多く引用していることから注目され、清の湯球・黄奭がそれぞれ逸文の収集にあたった。なお、書名は執筆当初は簡文帝の生母の鄭阿春（没後、太后とされる）の諱を避けて、漢晋陽秋とも称した。

## 概要
後漢の光武帝から西晋の愍帝までの300年弱の歴史を記している。
「尊晋」を掲げ、三国時代において、蜀漢を正統として晋（西晋）は漢（蜀漢）から正統を受け継いだ王朝であるとする「蜀漢正統論」を唱えた最初の歴史書として知られている。
この背景として、当時の権力者である桓温が帝位簒奪の野心を抱いている事を知り、魏の曹操の簒奪の経緯を示してその野望を諌めるために書いたとも、中原を追われても東晋が正統な王朝であることを説くためとも言われている。更に『三国志』など当時の歴史書が説いていた漢→魏→晋の王朝交代では晋の正統性を説くためには不十分であると考えたとする見方もある。
蜀と魏の戦い（諸葛亮の北伐）や魏晋交替の際に起きた諸事件（特に高貴郷公殺害）について『三国志』などが晋を憚って記さなかった裏面部分なども記していて、唐の劉知幾は『史通』において「近古の遺直」と評価している。だが、中村圭爾は習鑿歯の蜀漢正統論は、曹操（魏）の簒奪を非難しながら司馬氏（晋）が魏から簒奪した事実を正当化するために、曹操の簒奪によって成立した魏は正統性が無い僭主とするとともに司馬懿が魏に仕えたのは本心ではなくやむを得なかったものとして位置づけるために唱えられた論であるとする。その結果、司馬懿が諸葛亮に敗れた故事や（習鑿歯が僭主とする）高貴郷公殺害事件の記述を憚る必然性が無くなり、直書が可能になったとしている。
また、曹操が荊州を侵略した時に、劉表の政治基盤の一角を形成した襄陽の豪族たちのうち、蔡瑁や劉表の後妻に代表される襄陽蔡氏は一族をあげて曹操に降り、龐徳公や龐統に代表される襄陽龐氏は魏と蜀漢に分かれたが、習鑿歯の先祖である習禎や呉に攻められて「漢の鬼となろうとも呉の臣にはならぬ」の言葉を遺した習珍などを出した襄陽習氏の多くは劉備に従ったため、自分の祖先を顕彰する意図があって蜀漢正統論を唱えたのではないかとする研究もある。